# Uroxys batesi
Uroxys batesi är en skalbaggsart som beskrevs av Edgar von Harold 1868. Uroxys batesi ingår i släktet Uroxys och familjen bladhorningar. Inga underarter finns listade i Catalogue of Life.